# Joseph Edmund Woerl
Joseph Edmund Woerl (* 27. März 1803 in Pfaffenhofen an der Ilm; † 1. April 1865 in Konstanz) war ein deutscher Kartograph und Geograph.
Joseph Edmund Woerl war der Sohn des Wundarztes und Chirurgen Leopold Woerl (1771–1825). Er besuchte bis 1822 das (heutige) Wilhelmsgymnasium München, wo er mit kartographischen Arbeiten vertraut wurde. Ab 1825 arbeitete er als Ingenieur-Geograph an der topographischen Provinzanstalt in Besançon, ab 1827 an der Literarisch-artistische Anstalt der J. G. Cotta'schen Buchhandlung für lithographische Vervielfältigung und Kuperferdruck in München. 1828 ging er nach Freiburg, wo er die kartographische Abteilung der Herder'schen Verlagsbuchhandlung übernahm. An der Universität Freiburg lehrte er ab 1834 als Privatdozent für  „Geschichte, Geographie und Statistik der europäischen Staaten“, am 15. Januar 1840 erhielt er den Titel eines außerplanmäßigen Professors. Am 20. März 1840 heiratete er Maria Herder (* 1805), die Tochter seines Arbeitgebers Bartholomä Herder (1774–1839). Nachdem Herder seine kartographischen Unternehmungen aus Kostengründen eingestellt hatte, ging er 1847 nach Konstanz, wo er am Lyzeum bis zu seinem Tode Geschichte, Geographie sowie Deutsch und Französisch unterrichtete.
Sein Sohn war der Verlagsbuchhändler Leo Woerl (1843–1918).